# 镇罗营镇
镇罗营镇是中国北京市平谷区下辖的北部深山地区的一个镇。

## 行政区划
镇罗营镇下辖以下地区：
上镇村、大庙峪村、季家沟村、北四道岭村、东四道岭村、下营村、上营村、桃园村、见子庄村、东牛角峪村、五里庙村、西寺峪村、东寺峪村、核桃洼村、关上村、北水峪村、清水湖村、杨家台村、张家台村和玻璃台村。